# جاستین وونگ-اورانتس
جاستین وونگ-اورانتس (انگلیسی: Justine Wong-Orantes؛ زادهٔ ۶ اکتبر ۱۹۹۵) بازیکن والیبال اهل ایالات متحده آمریکا است.